# Padlinożercy

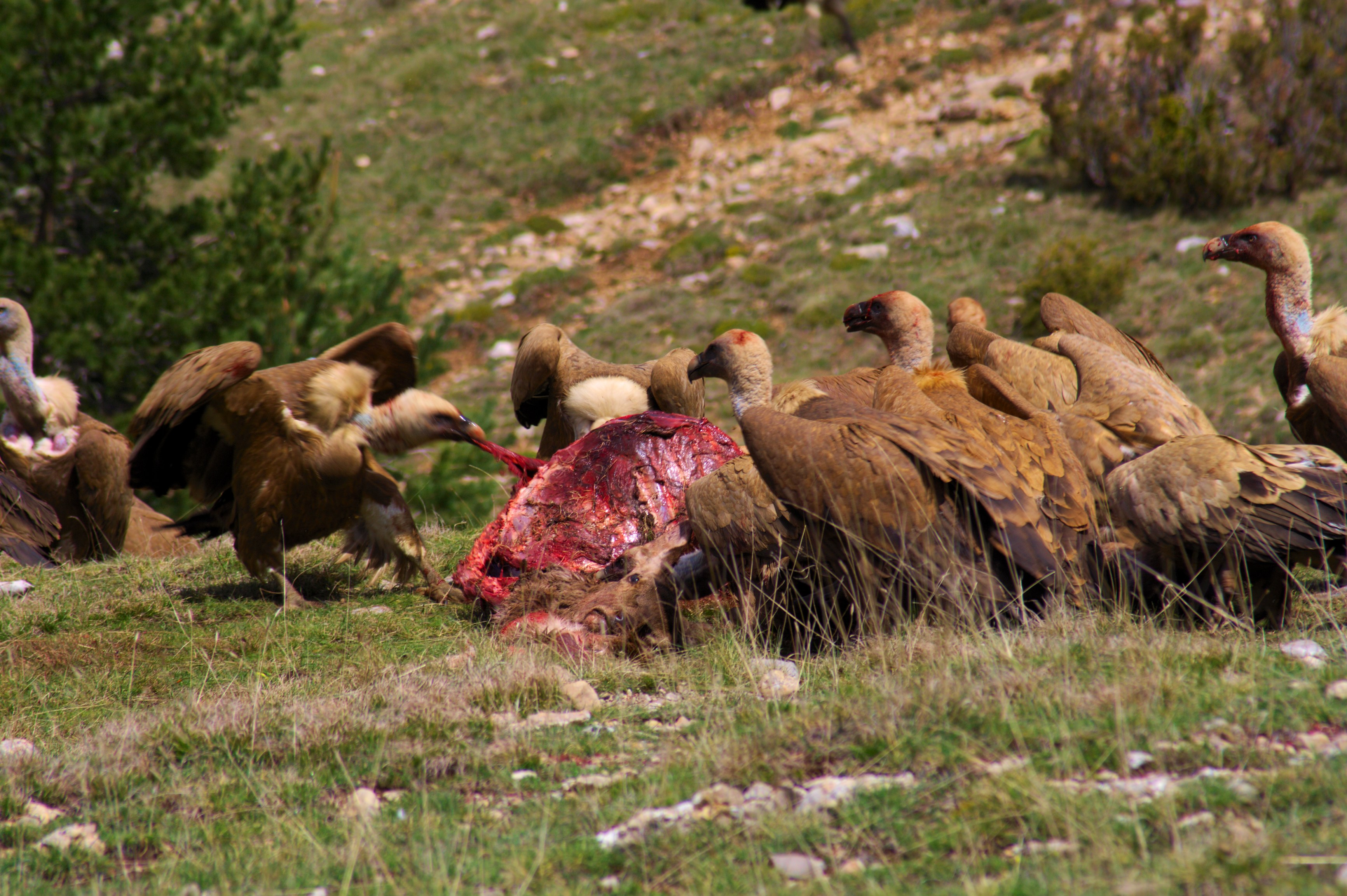
Sępy jedzące padlinę

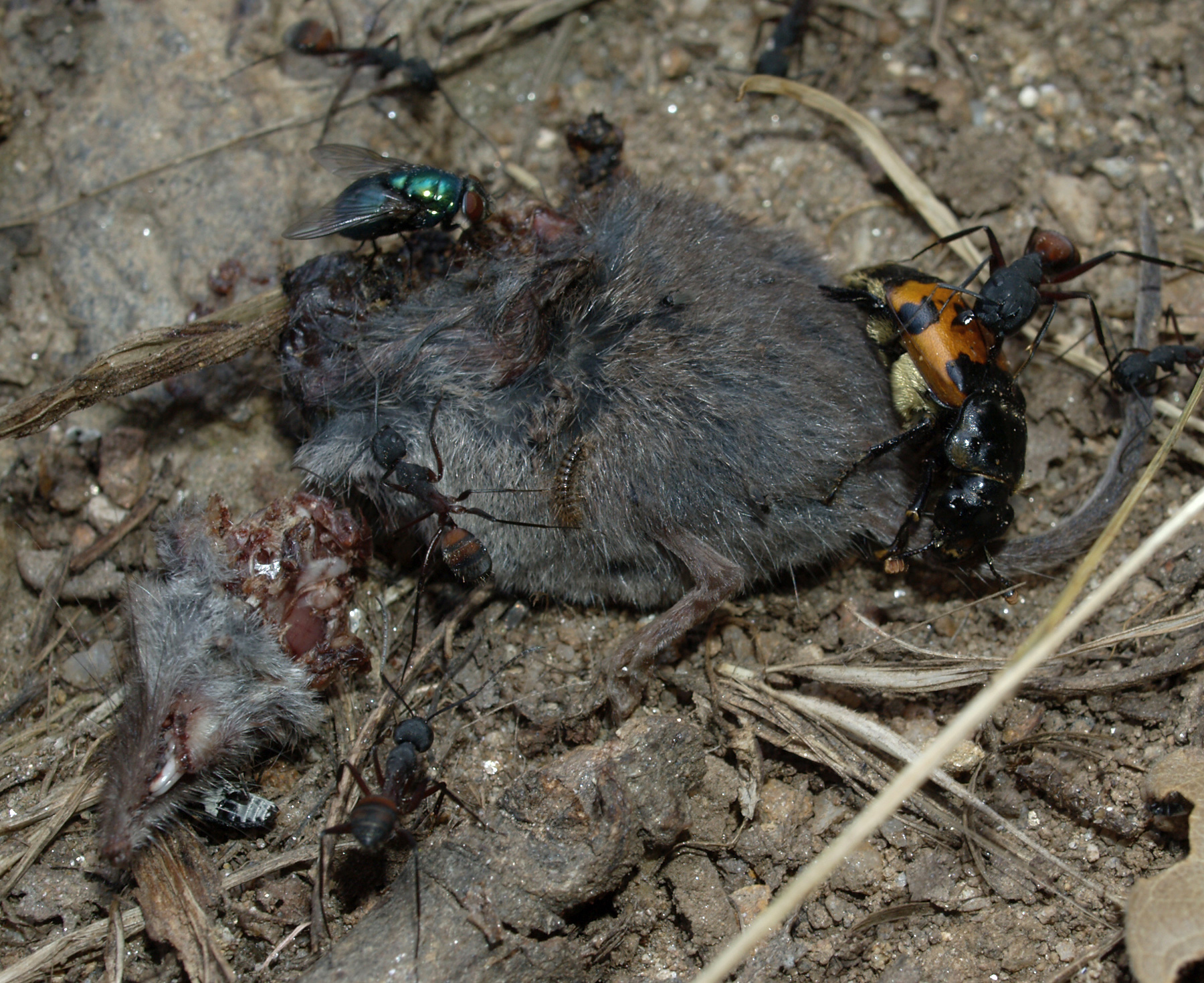
Owady nekrofagi na padlinie małego ssaka: grabarz pospolity, muchówka z rodzaju Lucilia, mrówki

Padlinożercy, nekrofagi, trupojady – organizmy cudzożywne wyspecjalizowane w odżywianiu się padliną. Do padlinożerców zaliczają się np. grabarze, hieny czy sępy.
Nekrofagi (necrophaga), trupojady – organizmy (np. owady) odżywiające się martwymi zwierzętami, np. larwy chrząszczy z rodziny Silphidae (zoonecrophaga) lub roślinami, np. larwy Anobiidae (phytonecrophaga).
Termin „nekrofagi” używa się głównie w odniesieniu do bezkręgowców. W odniesieniu do dużych zwierząt takich jak kręgowce zazwyczaj używa się określenia padlinożercy.
Analogicznie jak ma to miejsce w przypadku destruentów, padlinożercy są ogniwem łańcucha pokarmowego, umożliwiając tym samym obieg materii w przyrodzie.
Mimo że padlinożercy są wyspecjalizowani w odżywianiu się padliną, większość z nich jest jednocześnie oportunistami i jeżeli sytuacja będzie tego wymagać lub też nadarzy się łatwa okazja, będą polować, czyli zachowywać się jak drapieżniki.